# Tyrelio Miškas
Tyrelio Miškas är en skog i Litauen. Den ligger i den västra delen av landet, 210 km väster om huvudstaden Vilnius.